# Shipping Forecast

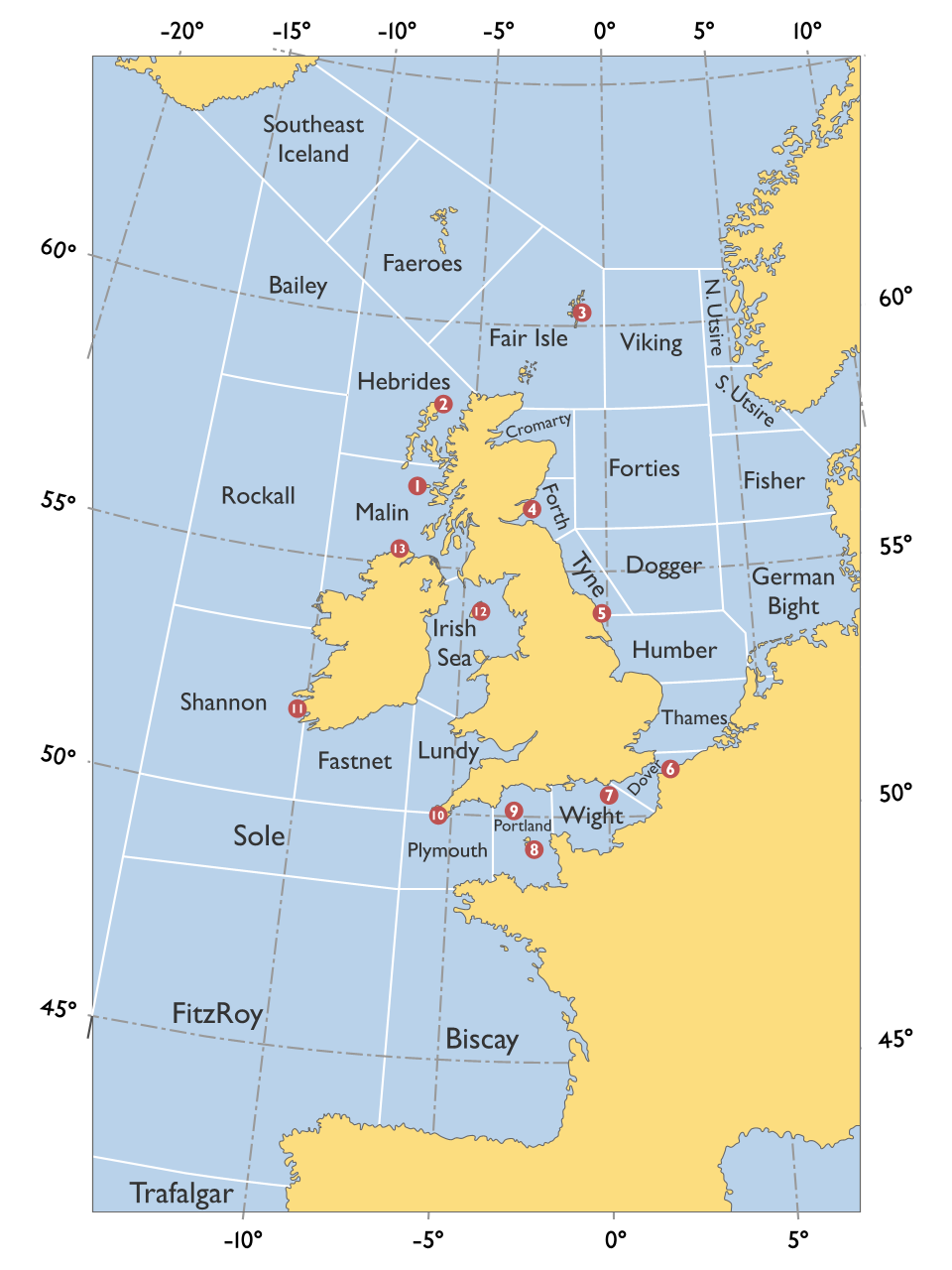
Las áreas marítimas cubiertas por el Shipping Forecast de la BBC

El Shipping Forecast (pronóstico marítimo) es un boletín meteorológico especializado emitido cuatro veces al día por la radio de la BBC según datos proporcionados por la Met Office, el servicio meteorológico nacional del Reino Unido, un departamento ejecutivo del Ministerio de Comercio, Energía y Estrategia Industrial. Se encarga de difundir previsiones meteorológicas relativas a los mares que rodean a las islas de Gran Bretaña e Irlanda. A este propósito, se han dividido los mares cercanos a las islas británicas en las áreas siguientes:
| - Viking - North Utsire - South Utsire - Forties - Cromarty - Forth - Tyne - Dogger | - Fisher - German Bight - Humber - Thames - Dover - Wight - Portland - Plymouth | - Biscay - Trafalgar - FitzRoy (antes Finisterre) - Sole - Lundy - Fastnet - Irish Sea | - Shannon - Rockall - Malin Head - Hebrides - Bailey - Fair Isle - Faroe Islands - Southeast Iceland |